# 桂林市第十三中学
桂林市第十三中学，简称十三中，是直属桂林市教育局的一所公办初级中学，现有教学班24个，学生1087人，教职工90人。学校地处桂林市中心的四会路口，位于老人山下，两江四湖的桂湖湖畔。1947年即在此建立学校。十三中的前身是桂林市立实验中心小学，中共建政后更名为桂林市立第一小学。1954年，再次更名为四会路小学，1969年9月开始附设初中班，1972年取消小学，桂林市第十三中学正式成立。